# Conocephalum japonicum
Conocephalum japonicum là một loài rêu trong họ Conocephalaceae. Loài này được Thunb. Grolle mô tả khoa học đầu tiên năm 1984.